# Raixid Al-Daif
Raixid Al-Daif (àrab: رشيد الضعيف, Raxĩd aḍ-Ḍaʿĩf) (Zgharta, Líban, 1945) és un escriptor libanès. Va néixer al si d'una família catòlica maronita. Militant del Partit Comunista Libanès, va lluitar a la guerra civil del seu país del costat de les forces progressistes, contra el poder establert controlat pels cristians. Les seves primeres obres literàries són poesies, de les quals destaca L'estiu al fil de l'espasa (1970). No serà fins als anys 1980, i sobretot a partir dels 1990, quan comença a utilitzar l'estil narratiu, primer amb el relat Passatge al crepuscle i després amb La insolència de la serp. Professor de literatura àrab a la Universitat Americana de Beirut, la seva obra Benvolgut sr. Kawabata ha estat rebuda amb molta aclamació. En aquest llibre Daíf, sota la forma d'una carta a Yasunari Kawabata, premi Nobel japonès que es va suïcidar el 1972, recorda els seus anys de joventut en mig de les convulsions que han destrossat el Pròxim Orient.